# Palaiargia arses
Palaiargia arses – gatunek ważki z rodziny pióronogowatych (Platycnemididae). Jest znany tylko z okazów typowych zebranych w 1948 roku na jednym stanowisku na półwyspie Ptasia Głowa w indonezyjskiej części Nowej Gwinei.